# Daniel Beale
Daniel James Beale (* 12. Februar 1993 in Brisbane) ist ein australischer Hockeyspieler, der mit der australischen Hockeynationalmannschaft 2018 Weltmeisterschaftsdritter war, 2021 erhielt er die olympische Silbermedaille.

## Sportliche Karriere
Daniel Beale gewann mit der australischen Mannschaft 2010 den Titel bei den Olympischen Jugendspielen in Singapur. 2013 debütierte der Mittelfeldspieler in der Nationalmannschaft. Er absolvierte bis zum 11. Juni 2024 241 Länderspiele, in denen er 60 Tore erzielte.
Bei der Weltmeisterschaft 2014 in Den Haag war Beale nicht dabei. Nur anderthalb Monate später fanden die Commonwealth Games 2014 in Glasgow statt. Im Finale trafen die Australier auf die indische Mannschaft, die Australier siegten mit 4:0. Beale wirkte in allen sechs Spielen mit. Bei den Olympischen Spielen 2016 in Rio de Janeiro erreichten die Australier das Viertelfinale, unterlagen dort aber der niederländischen Mannschaft. Nach den Platzierungsspielen belegten die Australier den sechsten Platz.
Im April 2018 waren die Australier Gastgeber der Commonwealth Games 2018, im Finale besiegten sie die neuseeländische Mannschaft mit 2:0. Beale war in allen sechs Spielen dabei und erzielte in der Vorrunde einen Treffer. Ende 2018 fand im indischen Bhubaneswar die Weltmeisterschaft 2018 statt. Die australische Mannschaft unterlag den Niederländern im Halbfinale nach Penaltyschießen. Beale verwandelte im Shootout des Halbfinales seinen ersten Versuch. Beim Stande von 3:3 musste er zum zweiten Versuch antreten und scheiterte am niederländischen Torhüter Pirmin Blaak. Da Jeroen Hertzberger seinen zweiten Versuch verwandelte, waren die Niederländer weiter. Im Spiel um den dritten Platz bezwangen die Australier dann die englische Mannschaft mit 8:1. Bei den erst 2021 ausgetragenen Olympischen Spielen in Tokio gewannen die Australier ihre Vorrundengruppe und bestanden im Viertelfinale das Penaltyschießen gegen die Niederländer. Nach einem Halbfinalsieg über die deutsche Mannschaft unterlagen die Australier im Finale den Belgiern im Penaltyschießen. Beale wirkte in allen acht Spielen mit und erzielte zwei Tore im Verlauf des Turniers. Beim Shootout im Viertelfinale und im Finale war er nicht dabei.
Bei den Commonwealth Games 2022 in Birmingham besiegten die Australier im Finale die Inder mit 7:0. Bei der siebten Austragung eines Hockeyturniers im Rahmen der Commonwealth Games gewann die australische Mannschaft ihren siebten Titel. Beale erzielte sein einziges Turniertor im Halbfinale. Im Januar 2023 wurde in Bhubaneswar die Weltmeisterschaft 2023 ausgetragen. Die Australier verloren das Halbfinale gegen Deutschland mit 3:4. Im Spiel um den dritten Platz siegten die Niederländer mit 3:1. Beale war in allen sechs Spielen dabei und erzielte zwei Tore in der Vorrunde.